# Palacol
Koordinati:   44°32′34″N, 14°35′34″E
Palacol je majhen nenaseljen otoček v Kvarnerskem zalivu. Otoček leži okoli 0,5 km jugovzhodno od Orude. Njegova površina meri 0,05 km². Dožina obale je 1,1 km. Najvišji vrh je visok 6 mnm.